# Nemaliaceae
Famille
La famille des Nemaliaceae est une famille d’algues rouges de l’ordre des Nemaliales.

## Liste des genres et espèces
Selon AlgaeBase (6 février 2019) :
- genre Nemalion Duby
  - Nemalion adhaerens (P.Crouan & H.Crouan) P.Crouan & H.Crouan (Sans vérification)
  - Nemalion amoenum (Pilger) Børgesen
  - Nemalion attenuatum J.Agardh
  - Nemalion capillare (Hudson) Rabenhorst (Sans vérification)
  - Nemalion cari-cariense Schnetter
  - Nemalion coccineum (Poiret) Kützing (Sans vérification)
  - Nemalion comosum Meneghini (Statut incertain)
  - Nemalion dalmaticum Kützing (Sans vérification)
  - Nemalion elminthoides (Velley) Batters
  - Nemalion kaernbachii Grunow (Sans vérification)
  - Nemalion liagoroides P.Crouan & H.Crouan (Sans vérification)
  - Nemalion longicolle Børgesen
  - Nemalion lubricum Duby (espèce type)
  - Nemalion multifidum (Lyngbye) Chauvin
  - Nemalion perpusillum Børgesen
  - Nemalion ramosissimum Zanardini (Statut incertain)
  - Nemalion ramulosum Harvey (Sans vérification)
  - Nemalion tasmanicum Sonder (Statut incertain)
  - Nemalion vermiculare Suringar

Selon World Register of Marine Species (6 février 2019) :
- genre Nemalion Duby, 1830
  - Nemalion adhaerens (P.L.Crouan & H.M.Crouan) P.L.Crouan & H.M.Crouan
  - Nemalion amoenum (Pilger) Børgesen, 1942
  - Nemalion attenuatum J.Agardh, 1844
  - Nemalion bertolonii (Moris & De Notaris) Meneghini
  - Nemalion capillare (Hudson) Rabenhorst
  - Nemalion cari-cariense Schnetter, 1972
  - Nemalion clavatum Kützing
  - Nemalion coccineum (Poiret) Kützing
  - Nemalion comosum Meneghini, 1844
  - Nemalion dalmaticum Kützing
  - Nemalion divaricatum (C.Agardh) Chauvin
  - Nemalion elminthoides (Velley) Batters, 1902
  - Nemalion kaernbachii Grunow
  - Nemalion liagoroides P.L.Crouan & H.M.Crouan
  - Nemalion longicolle Børgesen, 1909
  - Nemalion lubricum Duby, 1830
  - Nemalion multifidum (Lyngbye) Chauvin, 1842
  - Nemalion perpusillum Børgesen, 1942
  - Nemalion ramosissimum Zanardini, 1847
  - Nemalion ramulosum Harvey
  - Nemalion tasmanicum Sonder
  - Nemalion vermiculare Suringar, 1874

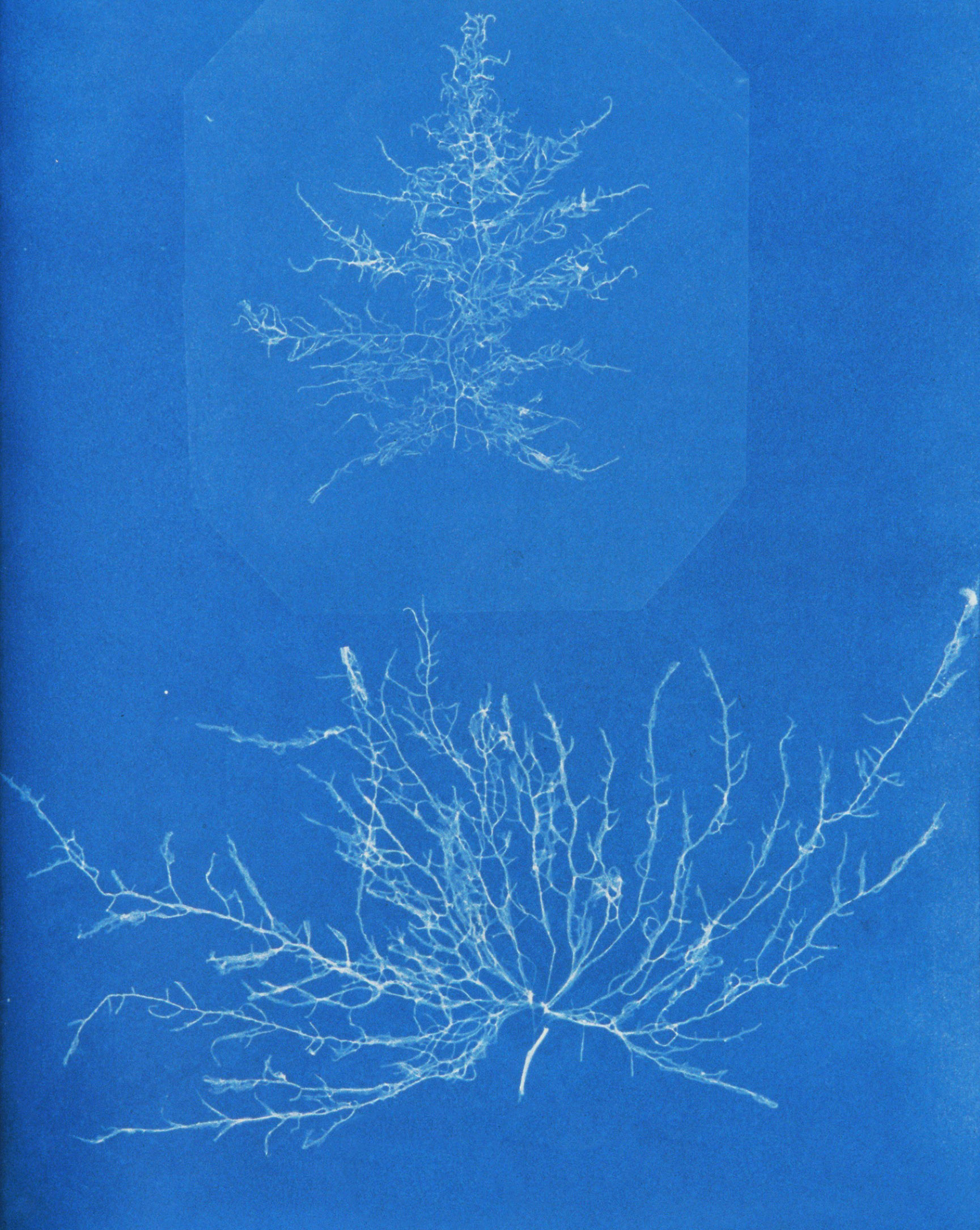
Cyanotype de Nemalion elminthoides.
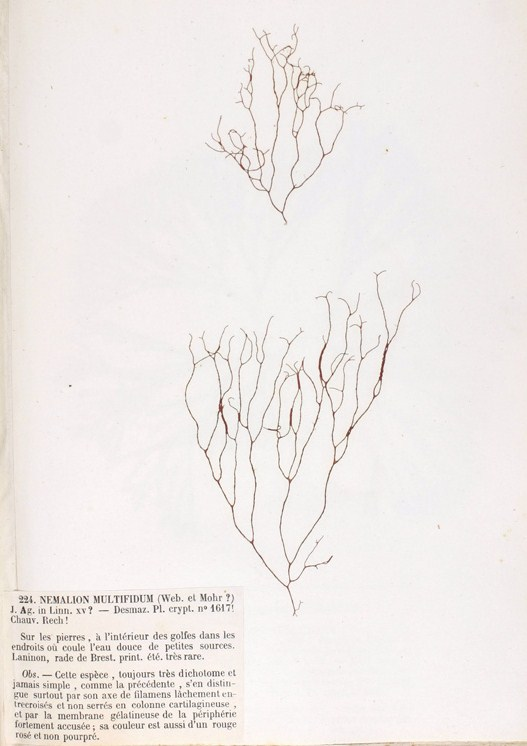
Nemalion multifidum, planche de l’herbier des frères Pierre-Louis et Hippolyte-Marie Crouan.